# Trnjane, Požarevac
Trnjane (izvirno srbsko Трњане) je naselje v Srbiji, ki upravno spada pod Občino Požarevac; slednja pa je del Braničevskega upravnega okraja.

## Demografija
V naselju živi 745 polnoletnih prebivalcev, pri čemer je njihova povprečna starost 43,2 let (40,9 pri moških in 45,4 pri ženskah). Naselje ima 278 gospodinjstev, pri čemer je povprečno število članov na gospodinjstvo 3,29.
To naselje je, glede na rezultate popisa iz leta 2002, večinoma srbsko.
|  |

| Demografija | Demografija     | Demografija     |
| Leto        | Št. prebivalcev | Št. prebivalcev |
| ----------- | --------------- | --------------- |
|             |                 |                 |
|             |                 |                 |
|             |                 |                 |
|             |                 |                 |
| 1948        | 1586            |                 |
| 1953        | 1606            |                 |
| 1961        | 1544            |                 |
| 1971        | 1455            |                 |
| 1981        | 1376            |                 |
| 1991        | 1241            | 989             |
| 2002        | 1225            | 915             |
|             |                 |                 |

| Etnična sestava po popisu iz leta 2002 | Etnična sestava po popisu iz leta 2002 | Etnična sestava po popisu iz leta 2002 | Etnična sestava po popisu iz leta 2002 | Etnična sestava po popisu iz leta 2002 |
| -------------------------------------- | -------------------------------------- | -------------------------------------- | -------------------------------------- | -------------------------------------- |
| Srbi                                   | Srbi                                   |                                        | 896                                    | 97,92%                                 |
| Romi                                   | Romi                                   |                                        | 8                                      | 0,87%                                  |
| Makedonci                              | Makedonci                              |                                        | 2                                      | 0,21%                                  |
| Vlahi                                  | Vlahi                                  |                                        | 2                                      | 0,21%                                  |
| Hrvati                                 | Hrvati                                 |                                        | 1                                      | 0,10%                                  |
| Ukrajinci                              | Ukrajinci                              |                                        | 1                                      | 0,10%                                  |
| Romuni                                 | Romuni                                 |                                        | 1                                      | 0,10%                                  |
| Neznano                                | Neznano                                |                                        | 3                                      | 0,32%                                  |